# Kullerup Kirke
Kullerup Kirke ligger ved landsbyen Kullerup og er sognekirke for Kullerup Sogn i Nyborg Kommune. Indtil 1970 lå kirken i Vindinge Herred, Svendborg Amt.
Kirkens kerne er en romansk bygning af rå kampesten med tilhugne hjørnekvadre på profileret granitsokkel. Tårn, våbenhus og hvælvinger blev opført i senere middelalder i gotisk stil, overvejende af munkesten.

## Eksterne kilder og henvisninger
- Kirkens beskrivelse hos Trap – Kongeriget Danmark, 3. udgave, bind 3, s. 739
- Kullerup Kirke hos KortTilKirken.dk

- Wikimedia Commons har flere filer relateret til Kullerup Kirke